# Cry…Our Wanna Be Nation!
《Cry…Our Wanna Be Nation!》는 대한민국의 음악 그룹 유앤미 블루의 두 번째 정규 앨범이다. 수록곡 중 〈그대 영혼에〉는 영화 아름다운 청년 전태일에 삽입되기도 했다. 이 음반을 끝으로 이승열, 방준석 두 멤버는 각각 솔로 활동을 시작하게 된다.
1집과 마찬가지로 2004년에 재발매되었는데, 부클릿의 디자인이 변경되었다.

## 앨범의 배경
데뷔앨범에서의 아쉬움, 2집 앨범의 주제와 방향에 대해 멤버 이승열은 앨범 부클릿에 다음과 같은 글을 수록했다.
"Cry the beloved country"라는 소설이 생각났다. Apartheid가 철폐되기 전의 남아공을 주제로 삼은 책이었다.
어느 나라든지 문제는 있다. '우리나라' 한국도 예외는 아니고, U&Me Blue 가 '우리나라'에서 보낸 2년 남짓의 기간은 이곳('우리나라')에 대한 좀더 밀착된 고찰을 가능케 했다.
U&Me Blue의 핵심인 두 명의 Musician의 개성이 서로 다르듯이, 그렇게 다른 모습으로 나타난 것이 이번 Project 의 모습이다.

이번 Album의 Title은 풍자적이다. 하지만 Album에 수록된 각 곡들의 모습은 사회적인 모순을 비꼬기 위해 도구화되지는 않았다.
풍자화할 수 있는 정신적인 요소들이 1차원 적인 한계를 벗어나지 못했던 점이 1집의 아쉬움이라면, 2집의 가사들은 그런 단조롭다 못해 촌스럽기까지 했던 한계를 넘기보다는 alternative을 찾으려는 노력에 의해 발생된 것이다.
U&Me Blue의 고유 언어라고 해도 되는지....

전 세계적으로 복고주의는 대성황이다. 모든 분야에 있어서 그런 성향은 두드러진다고 볼 수 있겠다. 혁명적인 정신이 필요한 이런 세기말의 환경속에서 음악도 그러한 정신을 바탕으로 이루어질 변화에 기여할 수 있는 부분은 무수하다. 그러나 역시, 이런 목적을 바탕으로 2집의 음악들을 표면적으로 도구화 시키지는 않았다. 구조적으로 문제가 심각한,기형적으로 찌그러진 대중 음악의 전쟁터에서, U&Me Blue는 이러한 불균형의 변화를 위해, 다른 많은 음악인들과 함께 또 하나의 창구를 마련해 놓고 있는 것이다. 이런 창구들을 통해 많은 사람들이 선택의 여지가 있음을 기뻐하기를 바란다.

상투적인 것과 그렇지 않은 것과의 구별이 과연 가능할까? U&Me Blue의 작업 과정은 이러한 개념이 중심이 된다. 상투적일 수 밖에 없는 모든 종류의 표현 방법이 우리의 음악 안에서 새롭게 자리잡게 하기 위해서는 순간의 느낌이 보존되어야 하고, 실험적인 자세가 필요했다. 'Cry....Our wanna be nation'에서 느껴지는 것들은 어떤 면에서, 이러한 실험 정신이 충분치 못했고, 한번 걸려든 틀에서 쉽사리 못 빠져 나온 듯한 아쉬움이 있다. 하지만, 이해할 수 없는 특징은, 이번 Album은 너무나도 솔직하다는 점이다.

희망을 잃은 듯한 우울한 소리들은, 너무나도 조급하게 변해가는 '우리나라'의 모습에 혀를 내두른다.

'우리나라'는 차별의 나라이다.
문화적 Vanguard, 선두주자가 되기 위한 차별 행위는 필수적이라고 생각 한다.
하지만, 보편적인 판단 기준을 중심으로 한 'alternative'는 보이지 않는다.
개인적인 차별이 아닌, 사회적인 차별은 너무나 무섭다.

가급적 많은 종류의 대안들이 나왔으면 좋겠다는 바람으로 우리는 이번 Album을 대중들 앞에 내 놓는다.

좀더 자연스러운 느낌, 우리가 1집에서 수용하지 못했던 Rock적인 요소들을 표현하고자 했으며, 몇몇 곡에서는 Live 적인 투박함, 덜 다듬어진 느낌을 오히려 살리고자 하였다.

Prepared by Sung Yi, U&Me Blue

## 수록곡
- 전체 편곡: 유앤미 블루

| #            | 제목                                           | 작사         | 작곡         | 재생 시간 |
| ------------ | ---------------------------------------------- | ------------ | ------------ | --------- |
| 1.           | 〈지울 수 없는 너〉 (Original Version)         | 방준석       | 최철         | 4:11      |
| 2.           | 〈그대 영혼에〉                                | 이승열       | 이승열       | 4:45      |
| 3.           | 〈어떻게〉                                     | 방준석       | 방준석       | 4:25      |
| 4.           | 〈나의 다음 숨결보다 소중한 너를 원하고 있어〉 | 방준석       | 방준석       | 3:27      |
| 5.           | 〈천국보다 낯선〉                              | 이승열       | 이승열       | 4:30      |
| 6.           | 〈없어〉                                       | 이승열       | 이승열       | 4:14      |
| 7.           | 〈그날 1〉 (Original Version)                  | 방준석       | 방준석       | 4:32      |
| 8.           | 〈세상 저편에 선 너〉                          | 유앤미 블루  | 유앤미 블루  | 5:33      |
| 9.           | 〈Moments〉                                    | 방준석       | 방준석       | 2:53      |
| 10.          | 〈La La La La Day〉                            | 이승열       | 이승열       | 5:39      |
| 11.          | 〈U〉                                          | 이승열       | 이승열       | 5:33      |
| 12.          | 〈언제나 내 곁에〉                             | 이승열       | 이승열       | 3:41      |
| 13.          | 〈그날 2〉 (Pseudo Live Version)               | 방준석       | 방준석       | 4:06      |
| 14.          | 〈지울수 없는 너〉 (Beta Version)              | 방준석       | 최철         | 4:09      |
| 총 재생 시간 | 총 재생 시간                                   | 총 재생 시간 | 총 재생 시간 | 62:20     |

## 참여 인물
이 목록은 해당 앨범의 부클릿과 음반 정보에서 발췌하였다.
| 유앤미 블루 - 이승열: 보컬, 어쿠스틱 기타, 전기 기타, 베이스 기타, 리듬 시퀀스, 피아노 시퀀스, 코러스, 타악기 시퀀스, 백 보컬 - 방준석: 보컬, 기타, 베이스 기타, 건반&리듬 시퀀스, 코러스, 백 보컬, 드럼 프로그래밍, 음향 효과 세션 연주자 - 김민기 - 드럼(1, 7, 14) - 김욱 - 드럼(3, 4, 5, 6, 8, 13), - 김성태 - 드럼(10, 11) - 방준원 - 베이스(3, 7), - 강기영 - 베이스(4, 8, 13) - 김병찬 - 베이스(5, 6), 녹음, 믹싱(3, 11) - 송홍섭 - 베이스(10, 11), 이그제큐티브 프로듀서 - 장경아 - 신시사이저(8, 10, 11), 피아노(10), 건반(13) - 김장훈 - 하모니카(11) - 박병준 - 백 보컬(8), 믹싱, 녹음, 마스터링, 디지털 에디터 | 스탭 - 박권일 - 녹음 - 한의수, 서종칠, 임재일 - 보조 기술(12) - 우현정, 김진석 - 공동 프로듀서 - 정주애 - 스타일리스트 - 이양미 - 헤어, 메이크업 - 윤준섭 - 사진 - Matrix - 예술 - 김경태, 김준정(matrix) - 그래픽 디자인 |